# Grande Muralha Hércules-Corona Borealis
Em astronomia, a Grande Muralha Hércules-Corona Borealis (Her-CrB GW) é um imenso grupo de galáxias que mede mais de 10 bilhões de anos-luz, descoberta em novembro de 2013, através de um mapeamento astronômico de explosões de raios gama que ocorrem no universo distante, usando dados da missão Swift Gamma-Ray Burst. Sendo esta a maior estrutura conhecida do universo observável.

## Descoberta

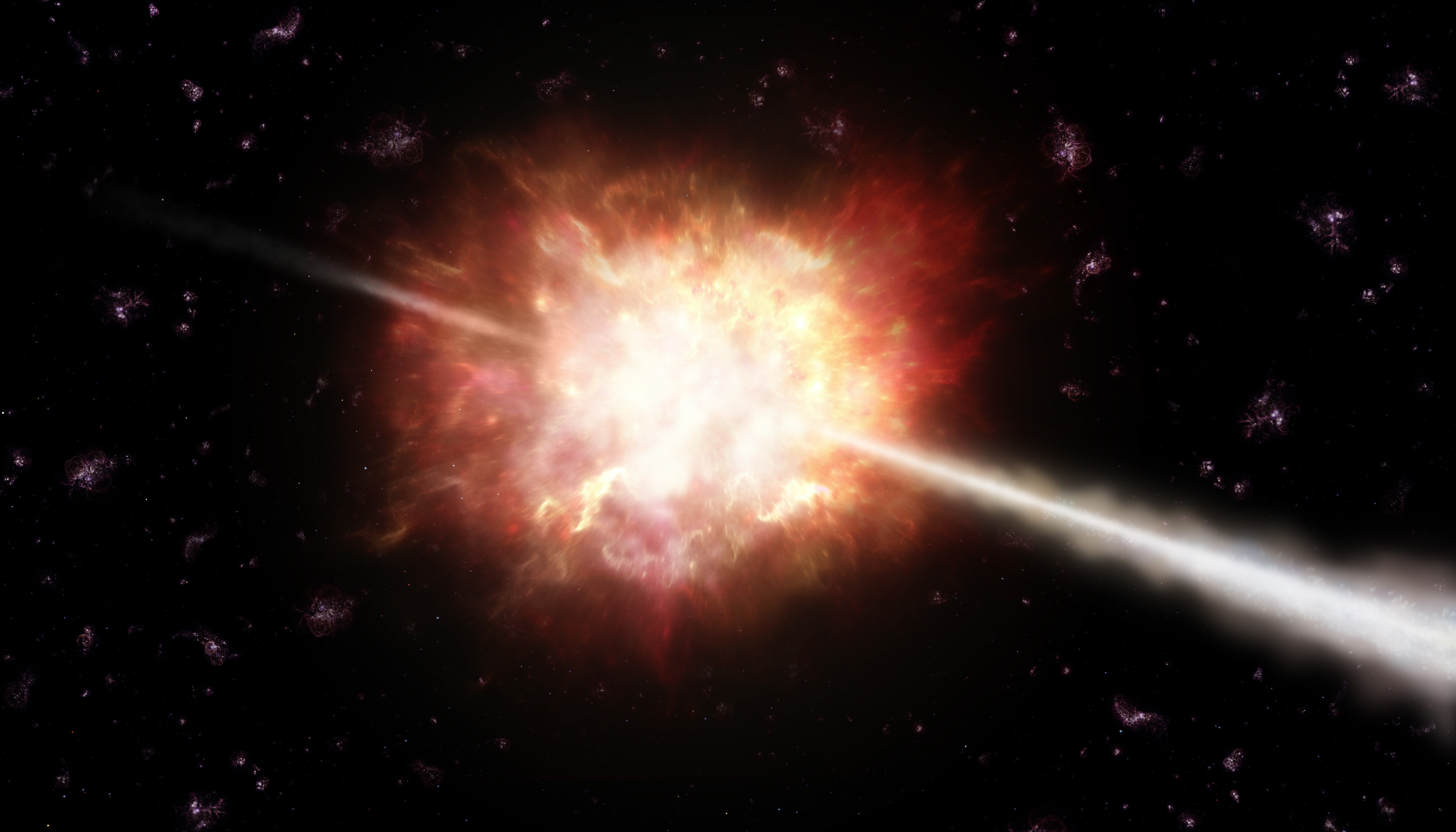
Interpretação Artística De Uma Erupção De Raios Gama, como os usados para mapear a parede

A superdensidade foi descoberta usando dados de diferentes telescópios espaciais operando em comprimentos de onda raios gama e raios X, além de alguns dados de telescópios terrestres.  No final de 2012, eles registraram com sucesso 283 GRBs e mediram seus desvios para o vermelho espectroscopicamente.  Eles os subdividiram em diferentes subamostras de grupos de diferentes redshifts, inicialmente com cinco grupos, seis grupos, sete grupos e oito grupos, mas cada divisão de grupo nos testes sugere uma anisotropia e concentração fracas, mas este não é o caso quando é subdividido para  nove grupos, cada um contendo 31 GRBs;  eles notaram um agrupamento significativo de GRBs da quarta subamostra (z = 1,6 a 2,1) com 19 dos 31 GRBs da subamostra concentrados nas proximidades do Segundo, Terceiro e Quarto Norte Quadrante Galácticos  (NQ2, NQ3 e NQ4) abrangendo nada menos que 120 graus do céu. Sob os atuais modelos evolutivos estelares, os GRBs são causados apenas pela colisão de estrelas de nêutrons e colapso de estrelas massivas e, como tal, as estrelas que causam esses eventos são encontradas apenas em regiões com mais matéria em geral.

## Características
Essa estrutura é um filamento galáctico, ou um enorme grupo de galáxias unidas pela gravidade, com aproximadamente 10 bilhões de anos-luz (3 Gigaparsecs) em sua maior dimensão, por 7,2 bilhões de anos-luz (2,2 Gigaparsecs) na outra, e é a maior estrutura conhecida no universo observável; maior que o limite máximo teórico pensado de quão grandes as estruturas universais podem ser.
Localizada no redshift 1,6-2,1, o que corresponde a uma distância de 10 bilhões de anos-luz da Terra. No céu, está localizada na direção das constelações de Hércules e Corona Borealis.

## Problemas

### Problema da homogeneidade
De acordo com o princípio cosmológico, em escalas suficientemente grandes, o universo é homogêneo, o que significa que as flutuações aleatórias em quantidades como as de densidade da matéria entre diferentes regiões do universo são pequenas. Entretanto, essas escalas diferentes existem para explicar a escala de homogeneidade, e as definições apropriadas dependem do contexto em que são usadas. Entretanto, a aplicação atual para explicar o problema da escala da homogeneidade era o "Fim da Grandeza", uma medida explicada por meio da qual o universo ficará homogêneo, mesmo em uma escala maior. A escala aceita para o "Fim da Grandeza" é de em torno de 250 a 300 milhões de anos-luz. Usando esses dados Yadav et al sugeriu que as ponta das escalas devem ser 260/h Mpc. Alguns cientistas dizem que o tamanho máximo para estruturas era algo em torno de
70-130/h Mpc baseada na medida da escala da homogeneidade. Não se espera que alguma estrutura seja maior que essa escala, de acordo com a distribuição homogênea e isotrópica da matéria no universo. A Grande Muralha Sloan, descoberta em 2003, mede 1,37 bilhões de anos-luz, e é um pouco maior que essa escala. O Huge-LQG, descoberto em 2012 mede 4 bilhões de anos luz. Entretanto, a escala dos quasares individuais essa estrutura não tem uma correlação de um a outro, proporcionando uma impossibilidade para essa estrutura. A Grande Muralha Hércules-Corona Borealis é mais de 8 vezes maior que essa escala. De acordo com isso, a estrutura continuaria heterogênea se comparada a outras partes do universo mesmo na escala do "Fim da Grandeza", colocando assim o princípio cosmológico em dúvida.

### Problema Evolucionário
Essa estrutura também possui problemas com o modelo atual da evolução do universo. À uma distância de 10 bilhões de anos luz significa que vemos estruturas como eram há 10 bilhões de anos atrás, ou seja, 3,79 bilhões anos após o Big Bang. Entretanto, os modelos atuais da evolução do universo não permitem que essa estrutura tenha se formado com apenas 3 bilhões de anos de existência do universo. A estrutura era muito grande e complexa para existir em um universo tão jovem. Atualmente não existe uma ideia de como essa estrutura evoluiu.